# リヴォフ＝サンドミール作戦
リヴォフ＝サンドミール作戦（露: Львовско-Сандомирская стратегическая наступательная операция）とは、赤軍の第1ウクライナ戦線 による戦略的攻勢作戦。ドイツとハンガリーの部隊で構成される北ウクライナ軍集団の殲滅を目標とし、1944年7月13日に始まり8月29日に終わった同作戦の結果、赤軍はウクライナ西部とポーランド南東部を支配下に置いた。
- リヴォフ攻略作戦（1944年7月13日 - 1944年7月27日）
- スタニスラフ攻略作戦（1944年7月13日 - 1944年7月27日）
- サンドミール攻略作戦（1944年7月28日 - 1944年8月29日）

リヴォフ＝サンドミール作戦は通常、並行して行われドイツ中央軍集団の崩壊につながったバグラチオン作戦の圧倒的大勝利の影に隠れてしまうが、しかしベラルーシ方面では、ソビエト赤軍と空軍の戦力の過半はバグラチオン作戦にではなく、リヴォフ＝サンドミール作戦に振り向けられていた。欺騙・偽情報作戦は裏の裏をかくはったりとして行われ、ソビエト赤軍はポーランド南部、ウクライナに兵力を集中させることにより、ドイツ軍の予備戦力を南へ移動させた。そのため、ドイツ中央軍集団は集中攻撃を受けた場合、崩壊する恐れがあった。ソビエト赤軍が中央軍集団にバグラチオン作戦を発動した時、戦線中央の強力なドイツ装甲部隊を押し戻すことになり、ドイツ中心部において危機を招くことになる可能性があり、また、ソビエト赤軍はヴァイクセル川の橋を占拠し、ルーマニアでの足場を得ることにより、目的を追求することができた。

## バグラチオン作戦、前準備
1944年6月上旬、ドイツ北方軍集団（司令官ヴァルター・モーデル）はドニエプル川を越えて押し戻されており、ウクライナ北西の端にしがみついている状態であった。スターリンはウクライナ全土の解放を命令、ソビエト赤軍最高司令部はリヴォフ＝サンドミール作戦と後になる計画を練り始めた。計画は初期にはリヴォフ＝プシェムィシル作戦として知られていた。作戦の目的は、ソビエト第1ウクライナ方面軍（司令官イワン・コーネフ）はリヴォフを占領、ドイツ軍をウクライナから追い出し、ヴィスワ川で一連の橋頭堡を確保することであった。
ソビエト赤軍最高司令部はさらに大規模な攻撃を計画しており、コーネフの攻撃と同時に行われる作戦はバグラチオン作戦というコードネームであった。バグラチオン作戦の目的はベラルーシの完全解放であり、ドイツ軍をポーランド東部へ押し戻すことであった。そして、リヴォフ＝サンドミール戦略攻撃作戦はドイツ陸軍総司令部による予備戦力投入を中央軍集団へ行えなくする手段であり、それにより1944年夏の小さな脇役となった。

## 対決する軍隊
ソビエト赤軍最高司令部がその攻撃作戦の結論を出す間、ドイツ北方軍集団司令官ヴァルター・モーデル元帥は解任され、後任にヨーゼフ・ハルペ上級大将が着任した。ハルペ着任後の北方軍集団には第1装甲軍（司令官ゴットハルト・ハインリツィ上級大将）第4装甲軍（司令官ヴァルター・ネーリング装甲兵大将）の2個装甲軍が含まれており、ハンガリー第1軍は第1装甲軍に所属していた。ドイツ陸軍総司令部はハンガリー軍は当てにならないと考えたため、第1装甲軍の所属としていた。軍集団は歴戦の第VIII航空軍団を含む第4航空艦隊から航空機700機、近隣の第6航空艦隊から300から400機の支援を受けていた。しかし、複雑な指揮系統のために、ハルペはドイツ空軍部隊を直接指揮することができなかった。
ソビエト第1ウクライナ方面軍（司令官イワン・コーネフ）の戦力はドイツ北ウクライナ軍集団を上回っていた。第1ウクライナ方面軍は将兵1,200,000名以上、戦車2,050両、火砲・迫撃砲約16,000門、そして第2航空軍（司令官S.A.クラソフスキー）の航空機3,250機以上を集めることができた。その上、第1ウクライナ方面軍はウクライナにおける最近の勝利のため、士気が高かった。彼らはほぼ一年間、攻撃に参加しており、戦線北部におけるドイツ北方軍集団の崩壊を目撃していた。
第1ウクライナ方面軍は2手に分かれて攻撃することになっていた。第1の攻撃はラーヴァ＝ルーシカ（en）を狙いとしており、第3親衛、第1親衛戦車、第13軍が行うことになっていた。第2の攻撃はリヴォフ自体を狙っており、第60、第38、第3親衛戦車、第4戦車軍によって行われることになっていた。赤軍は攻撃を戦線の内、26Kmの幅に制限することにより、ドイツ軍に対して大きな優勢を得ることとなった。コーネフは戦線1Kmあたり、火砲・迫撃砲約240門を集中させた。

## 攻撃開始
ラーヴァ＝ルーシカ北方での攻撃は1944年7月13日に開始、第1ウクライナ方面軍はホローヒウ（en）で戦線を簡単に突破した。弱体化したドイツ第XLII軍団は比較的無傷で増強されていた後衛分遣隊をなんとかして撤退させることができた。夕方までに第1ウクライナ方面軍の第13軍はドイツ防衛線に20Km浸透していた。第1ウクライナ方面軍はドイツ第XIII軍団の北側を進撃していた。
1944年7月14日、リヴォフを解放する攻撃は第XIII軍団南側で開始、それはブロディ（戦い初期段階でソビエト赤軍は攻撃に失敗していた）近隣で行われた。ソビエト赤軍はホローヒウ北近隣を通過、南側のNuscheには防衛線に穴が開いていた。そのため、ドイツ第XIII軍団は防衛線で突出しており危険な状態となっていた。ソビエト赤軍は第XIII軍団の包囲を行うためにラーヴァ＝ルーシカ北方の部隊、第13軍の南側の部隊が分遣されて第XIII軍団の周囲へ回りはじめた。
ソビエト赤軍は北方で第291、第340歩兵師団の弱体化した部隊に遭遇したが、これは素早く退けられた。7月15日、危機に瀕していた第4装甲軍は予備戦力であった第16、第17装甲師団にソビエト赤軍の北方における攻撃を阻止するためにホローヒウ、その近在のドルジュコピリ近くで反撃するよう命令した。2個師団は戦車43両を集めることができたが、その最大の努力にもかかわらず、反撃はすぐに泥沼に入り込んでいた。非常に優位であった赤軍部隊はドイツ第16、第17装甲師団らに他の歩兵師団のように退却することを余儀なくさせた。航空支援を受けた機動集団は迅速な進撃を行い、翌3日間でなんとかブグ川西岸に橋頭堡を確立、その後、カームヤンカ＝ブージカ（en）を占領、ドイツ第XIII軍団を分断し、退却路を押さえた。

## ブロディ包囲戦
南ではソビエト赤軍の大規模攻撃がドイツ第1装甲軍、第4装甲軍の接合部に狙いが定められていたが、師団規模のC軍団支隊（en）によって7月14日、撃退された。第1ウクライナ方面軍はさらに南への攻撃を強化、激しい砲撃、空軍による爆撃の後、弱体化していたドイツ第349、第357歩兵師団を攻撃した。第349歩兵師団は殲滅され、生存者らは混乱の中、退却した。C軍団支隊、第357歩兵師団の活躍のために、第1ウクライナ方面軍の突破は3-4Km幅しか得られなかったが、これにもかかわらず、第1ウクライナ方面軍はドイツ第XIII軍団とその隣の第XLVIII装甲軍団の間を分断するためにゾロチェフ、サソフへ向かい進撃した。
軍団と第18砲兵師団の両方からドイツ軍砲兵は「コルトフ回廊」と名付けられた狭い突出部に浸透し始めた。ウクライナ武装親衛隊義勇兵で編成された第14SS武装擲弾兵師団 ガリーツィエン（ウクライナ第1）はドイツ第1、第8装甲師団らと共に急激な反撃を行った。ガリーツィエン師団、第1装甲師団が良好な戦いを行う間、第8装甲師団は方向を見失い、第XLVIII軍団、第1装甲軍から切り離され、攻撃に加わることができず、第XIII軍団の担当区域に居た。第8装甲師団の欠如は攻撃が失敗に終わることを意味しており、第8装甲師団長は露骨に命令無視を行い、近道を利用して先に進もうとした。代わりに、師団はリヴォフ-テルノポリ間の一部をなすゾロチェフ-ズボロフ間の道路上において縦列を組んでいたが、赤色空軍の「戦闘爆撃機」の攻撃を受け、多大な損失を被っていた。
7月16日、コーネフは大きな危険を冒してまでも、第3親衛戦車軍（司令官パーヴェル・ルイバルコに南への進攻を任せたが、これは絶え間ない砲撃と激しいドイツ軍の反撃のため、部隊がKoitiv回廊を進まなければいけないことを意味していた。第1親衛戦車軍はリヴォフ方面に比重を置き、ソビエトの進撃は西で再開された。第XIII軍団の司令官はそれが全周包囲を避けることができるのならば、軍団が撤退する必要があることに気づいた。プリンツ・オイゲン防衛陣地（1944年6月、テルノーピリの西方35Kmのストルィーパ川沿いに築かれた一連の無人防衛陣地）へ軍団の全ての部隊が交代するよう命令がでた。7月17日を通して行われた第1ウクライナ方面軍の強力な攻撃は、プリンツ・オイゲン防衛陣地の一部を占領することに成功した。第14SS武装擲弾兵師団はこれらの失われた箇所を奪還しようとして戦闘に加わったが、幾つかの成功の後、ソビエト赤軍IS-2スターリン戦車部隊に遭遇、前進は停止した。
指揮下部隊からの再三の警告にもかかわらず、第XIII軍団軍団長アルトゥール・ハウフェ（sv）はブロディにおける突出部を形成している部隊に撤退命令を出さなかった。そのため、第XIII軍団所属の3個師団とC軍団支隊の運命は定まった。
7月18日、第1ウクライナ方面軍が再開した攻撃は、リヴォフ方面でドイツ軍を突破した。その日の遅く、第1ウクライナ方面軍の先遣部隊はバスクの町近郊で合流した。ドイツ第XIII軍団所属は完全包囲され、ブロディ周辺に閉じ込められ、200Kmに及ぶ突破口がドイツ北ウクライナ軍集団の戦線に沿って形成された。

## 殲滅されるドイツ軍、新たな目標
ブロディで窮地に陥った部隊のための救援は向かうことがなかった。疲弊しきった第XLVIII装甲軍団と第XXXIV装甲軍団の必死の反撃にもかかわらず、ソビエト第1ウクライナ方面軍の非常線は狭まり続けた。継続された第1ウクライナ方面軍の攻撃のため、ハルペは第1装甲軍に後退するよう命令、包囲された第XIII軍団は見捨てられる形になった。恒常的な砲撃と空爆の中で包囲された部隊は幾つかの脱出を試みたが、第1ウクライナ方面軍の戦車部隊に簡単に撃退され、多大な犠牲者を出すこととなった。7月22日、第1ウクライナ方面軍の攻撃は包囲内のドイツ軍を分断、夕暮れまでにほとんどの部隊の抵抗が排除された。そのため、散り散りになったドイツ軍残存兵は小さな集団となってバラバラに脱出を行うとした。第14SS武装擲弾兵師団所属の将兵3,500名を含む少数のみがドイツ防衛線に到達することができたが、第14SS武装擲弾兵師団には作戦前には将兵11,000名が所属していた。作戦の予想以上の成功により、コーネフは得意顔であった。ハルペ率いる軍集団は後退、第4装甲軍はヴァイクセル川（ヴィスワ川）、ハンガリー第1軍を伴った第1装甲軍はカルパティア山脈周辺へそれぞれ後退した。
比較的簡単に第1ウクライナ方面軍はリヴォフを取り戻し、7月26日、リヴォフは解放され、ドイツ軍は北ウクライナから完全に追い出された。この成功を見たソビエト赤軍最高司令部は7月28日、新たな命令を発動、ドイツ軍が占領するポーランド南部でコーネフはヴィスワ川を横断し、サンドミェシュを占領することになった。

## 攻撃の再開、サンドミェシュの占領
コーネフ配下の先遣部隊がヴィスワ川に迅速に到着し、バラヌフ・サンドミェルスキ（en）近辺で橋頭堡が確立された7月29日、刷新されたソビエト赤軍の攻撃が開始された。サンドミェシュ近郊におけるドイツ軍の強力な反撃はソビエト赤軍の橋頭堡拡大を阻止した。8月初旬、ハルペは一時的な平穏な時間を得、ドイツ南ウクライナ軍集団から1個装甲師団を含む5個師団が転属された。これらの部隊はサンドミェシュ周辺ですぐに戦線へ投入された。その後まもなく、さらにドイツ軍5個師団、ハンガリー軍3個師団、6個突撃旅団、第501重戦車大隊（ティーガーII戦車装備）がハルペの指揮下に置かれた。
大規模なドイツ軍の反撃がヴィスワ川の全域でソビエト赤軍を押し戻すべく開始された。ドイツ軍は基地として川の東岸とミェレツ（en）、タルノブジェク（en）を利用、これらの攻撃のためにソビエト赤軍は多数の死傷者を出すこととなった。8月中旬、コーネフ指揮下の先遣隊である第6親衛軍団はたった67両の戦車が残るだけであった。一方、ドイツ軍は第501重戦車大隊、第16装甲師団らと共に激しい反撃を開始、ティーガーII20両を含む140両の戦車が残るのみとなっていた。数で劣るにもかかわらず、ソビエト第6親衛軍団はドイツ軍のティーガーII10両を破壊して橋頭堡を確保し続けた。8月16日までにドイツ軍の反撃は力を失い始め、橋頭堡の指揮官、リバルコはサンドミェシュを占領して120Kmに及んで支配地を拡大した。両軍は消耗しきっており、戦いは消滅、ソビエト赤軍の攻撃は完了したとみなされた。

## ソビエト軍の戦闘序列
- 第1ウクライナ方面軍

ラーヴァ＝ルーシカ攻略作戦時
- 第3親衛軍
- 第1親衛戦車軍
- 第13軍

リヴォフ攻略作戦時
- 第60軍
- 第38軍
- 第3親衛戦車軍
- 第4戦車軍
- 第2航空軍

## ドイツ軍の戦闘序列
- 北ウクライナ軍集団（司令官ヨーゼフ・ハルペ上級大将）－1944年7月12日[7]
  - 第18砲兵師団
  - 第4装甲軍（司令官ヴァルター・ネーリング装甲兵大将）
    - 第XLVI装甲軍団
      - 第16装甲師団
      - 第17装甲師団
      - 第291歩兵師団
      - 第340歩兵師団
      - + Group Beutler？

    - 第XXXXII軍団（司令官ヘルマン・レクナーゲル（en歩兵大将）
      - 第72歩兵師団
      - 第88歩兵師団
      - 第214歩兵（もしくは保安）師団
      - +第 213保安師団？

    - 第LVI装甲軍団
      - 第26歩兵師団
      - 第342歩兵師団
      - 第1スキー猟兵師団
      - +第253歩兵師団？

    - 第VIII軍団
      - 第5猟兵師団
      - 第211歩兵師団
      - 第12ハンガリー予備師団

  - 第1装甲軍（司令官ゴットハルト・ハインリツィ上級大将）
    - 第XIII軍団（司令官アルトゥール・ハウフェ歩兵大将）
      - C軍団支隊（隊長ランゲ少将）－（第183、217、330師団から派遣されたグループ）
      - 第361歩兵師団
      - 第45保安師団
      - +第14SS武装擲弾兵師団 ガリーツィエン（ウクライナ第1）（予備部隊から）

    - 第XXXXVIII装甲軍団（司令官ヘルマン・バルク装甲兵大将）
      - 第96歩兵師団
      - 第349歩兵師団
      - 第359歩兵師団
      - +第357歩兵師団？

    - 第III装甲軍団
      - 第1装甲師団
      - 第8装甲師団

    - 第XXIV装甲軍団（司令官フリッツ＝フーベルト・グレーザー（en）
      - 第20装甲擲弾兵師団（予備部隊から）
      - 第100猟兵師団
      - 第75歩兵師団
      - 第254歩兵師団
      - 第371歩兵師団

    - 第LIX軍団
      - 1歩兵師団
      - 第208歩兵師団
      - 第20ハンガリー歩兵師団

  - ハンガリー第1軍（司令官代行ファルカシュ・フェレンツ）
    - 第XI軍団（司令官ルドルフ・フォン・ビュノー（Rudolf von Bünau）歩兵大将）
      - 第101猟兵師団
      - 第24ハンガリー歩兵師団
      - 第25ハンガリー歩兵師団
      - 第18ハンガリー予備師団

    - 第VIIハンガリー軍団
      - 第16ハンガリー歩兵師団
      - 第68歩兵師団
      - 第16歩兵師団（一部要素）

    - 第VIハンガリー軍団
      - 第27ハンガリー軽師団
      - 第1ハンガリー山岳旅団

    - ハンガリー第1軍予備戦力
      - 第2ハンガリー装甲師団
      - 第2ハンガリー山岳旅団（一部部隊は第VI軍団へ）
      - 第19ハンガリー予備師団
      - 第19SS武装擲弾兵師団 （ラトビア第2）

  - 第4航空艦隊
    - 第VIII航空軍団
    - 近隣に第6航空艦隊